# Burgeois

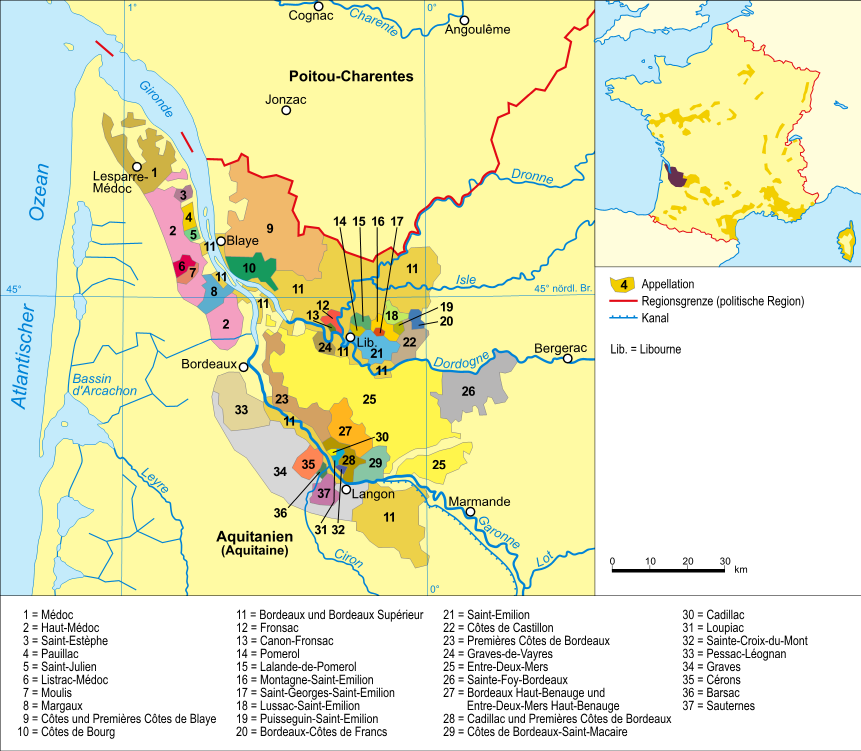
Mapa de los viñedos de Burdeos. Las côtes de Bourg aparecen con el número 10.

Bourgeais es una región vinícola de importancia menor dentro del viñedo de Burdeos. Junto con el viñedo de Blaye forma el llamado “viñedo de Blaye y Bourg” (en francés, Les vignobles de Blaye et Bourg), que se extiende entre la ribera derecha de la Gironda y la frontera del departamento de Charente Marítimo. 

## Denominación de origen
Actualmente se habla de Côtes de Bourg como AOC, aunque también pueden usarse las denominaciones Bourg y Bourgeais. Tienen derecho a la AOC los vinos elaborados con uvas vendimiadas en el territorio delimitado por el cantón de Bourg, sobre los terrenos originarios de diversas épocas terciarias, con la excepción del aluvión fluvial y del aluvión terrestre. 
Se encuentra bordeando la ribera derecha del río Dordoña y el estuario de la Gironda, a 35 kilómetros al norte de Burdeos. Su territorio se extiende sobre las quince comunas vitícolas de Bayon-sur-Gironde, Bourg, Comps, Gauriac, Lansac, Mombrier, Prignac-et-Marcamps, Pugnac, Saint-Ciers-de-Canesse, Saint-Seurin-de-Bourg, Saint-Trojan, Samonac, Tauriac, Teuillac y Villeneuve.
El nacimiento de la AOC Côtes de Bourg data de septiembre de 1936 para el vino tinto y de mayo de 1945 para el vino blanco. El viñedo engloba 3.850 hectárea de cepas tintas en producción (esencialmente de merlot, pero también de cabernet franc, cabernet sauvignon y un poco de malbec, lo que significa un 83% de la superficie total delimitada por la AOC de manera que 25 hectáreas se reservan a uva blanca. La cepa sauvignon predomina. La producción de tinto representa alrededor de 220.000 hectolitros por año y la de blanco es de 1.200 hectolitros.
Posee alrededor de 550 productores que exportan el 15% de la producción anual, de la que el 80% queda en Europa.

## Loschâteaux
Aquí se encuentra el château de la Grave de estilo Luis XIII en Bourg, el château neogótico Colbert en Comps y el château Fougas en Lansac. En Bourg se encuentra la maison du vin des Côtes-de-Bourg (casa del vino de Burgeois).